# Астрагал солодколистный
Астрага́л солодколи́стный, или Астрагал сладколи́стный (лат. Astragálus glycyphýllos), также заячий горох или петро́в крест — многолетнее травянистое растение, вид рода Астрагал (Astragalus) семейства Бобовые (Fabaceae); произрастает в Европе и Азии.

## Названия
Обиходные народные названия на различных языках:
- на русском — богородская трава, стручёшник, рогатая трава, волчий горох, также кошачий, мышиный или заячий горох[5] или петров крест;[6]
- на белорусском — астрагал салодкалісты, паўзун лесавы, каўтуннік, матачнік;
- на украинском — астрагал солодколистий, также крило орлине (орлиное крыло), расходник боровой  или ненасытець;[6]
- на английском — liquorice milk-vetch, sweet milk-vetch, wild liquorice, wild licorice;
- на немецком — Bärenschotte, süßer Tragant, Süssblatt, Wolfsschotte, Süssklee, wildes Süssholz, Steinwicke, wilde Sennesblätter (последнее в Моравии);[6]
- на французском — réglisse sauvage;
- на испанском — astrágalo;
- на португальском — orozuz-falso.
- на эстонском — hundi hambad, hamba rohi.[6]
- старое медицинское название (на латыни) — Herba et Semen Glyc. sylv.

## Распространение и экология
Ареал вида охватывает практически всю территорию Европы, Малую Азию и, частично, Западную Сибирь.
Предпочитает свежие, влажные, слабокислые, богатые гумусом суглинистые и супесчаные почвы.
Растение полулесное, светолюбивое. Растёт на полянах, опушках, в дубовых и сосновых лесах, в кустарниках, на лугах, в поймах рек.

## Биологическое описание

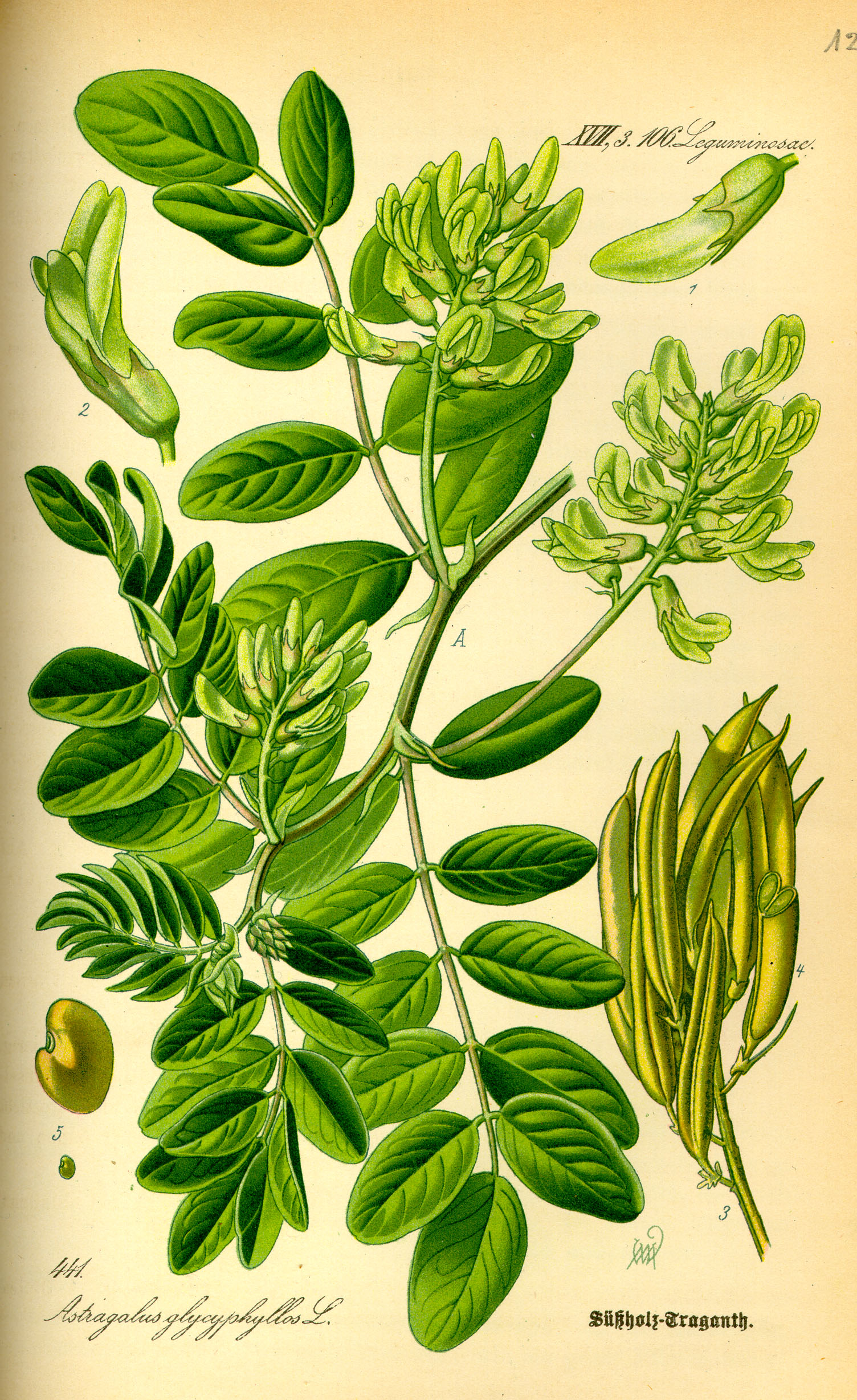

Многолетнее травянистое растение высотой 45—90 см. Стебель приподнимающийся или распростёртый, длиной 50—100 (до 150) см, толстый, лежачий, простой, в нижней части разветвлённый, гранисто-бороздчатый, скудно и мелко бело-пушистый.
Прилистники свободные, жёлто-зелёные или зелёные, заострённые, прозрачные, длиной 10—20 мм, скудно-белоресничатые, нижние яйцевидные, верхние ланцетные. Листья длиной (8) 10—20 (23) см, без явственного черешка, непарноперистосложные; листочки (4) 5—6 (7)-парные, эллиптические, редко продолговато-яйцевидные, длиной 18—40 (60) мм, сверху голые, снизу рассеянно-прижато и коротко бело-волосистые, на верхушке округло-тупые.
Цветоносы длиной 4—9 (14) см, скудно и мелко бело-пушистые. Кисти яйцевидные или продолговато-яйцевидные, более менее многоцветковые, длиной 3—5 (6) см; прицветники шиловидно-ланцетные, длиной 1,5—3 мм, бело-плёнчатые, по краю скудно бело-реснитчатые. Чашечка длиной 5—6 мм; зубцы шиловидные, неравные: три — длиной 2 мм и два — 1 (1,5) мм. Венчик зеленовато-жёлтый; парус длиной 11—15 мм с ноготком длиной 4 мм; крылья длиной 10—13 мм с округлой на верхушке пластинкой, равной или почти равной ноготку; лодочка длиной 9—11 (11,5) мм с сильно горбатой пластинкой, равной ноготку или немного короче. Завязь голая или мелковолосистая; столбик короче завязи, голый.
Бобы торчащие вверх, сближенные, слегка серповидно-изогнутые, длиной 3—4 см, шириной около 4 мм, толщиной около 5 мм, с редкими мельчайшими белыми волосками, с носиком длиной 3—4 мм, на ножке длиной 3—4 мм.
Цветёт в мае — июне, плоды созревают в июне — июле.

## Растительное сырьё

### Заготовка
В лекарственных целях заготавливают траву астрагала сладколистного. Сбор проводят в период массового цветения, до образования плодов.
Сушат в хорошо проветриваемых помещениях или под навесами, в хорошую погоду трава высыхает за 5—7 дней.

### Химический состав
Трава астрагала солодколистного содержит флавоноиды, аскорбиновую кислоту, белки, жиры, сапонины, органические кислоты, микроэлементы, следы алкалоидов и дубильных веществ.

### Фармакологические свойства
Галеновые препараты травы астрагала оказывают гипотензивное, кардиотоническое, диуретическое и заметное успокаивающее действие.

## Применение
Растение хорошо поедается животными, как дикими, так и домашними. В Англии выращивается как пастбищное растение. Используется в качестве силосного растения.
Пригодно как почвоукрепитель.

### Применение в медицине
В народной медицине отвары применяется при нервных и венерических болезнях, скрофулёзе, дерматитах, ревматизме, заболеваниях желудка, дизентерии, олигурии. Как диуретическое при болезнях почек и мочекаменной болезни; отхаркивающее при острых респираторных заболеваниях; как родостимулирующее и ускоряющее отделение плаценты средство.

## Таксономия
Вид Астрагал сладколистный входит в род Астрагал (Astragalus) трибы Galegeae подсемейства Мотыльковые (Faboideae) семейства Бобовые (Fabaceae) порядка Бобовоцветные (Fabales).
|  |                                      |  |                                                             |                                                             |                   |  | ещё 3 семейства (согласно Системе APG II) | ещё 3 семейства (согласно Системе APG II) |                          |  |  |  | ещё 27 триб                | ещё 27 триб        |  |  |  |  | ещё более 1600 видов | ещё более 1600 видов |
|  |                                      |  |                                                             |                                                             |                   |  | ещё 3 семейства (согласно Системе APG II) | ещё 3 семейства (согласно Системе APG II) |                          |  |  |  | ещё 27 триб                | ещё 27 триб        |  |  |  |  | ещё более 1600 видов | ещё более 1600 видов |
|  |                                      |  |                                                             | порядок Бобовоцветные                                       |                   |  |                                           |                                           | подсемейство Мотыльковые |  |  |  |                            | род Астрагал       |  |  |  |  |                      |                      |
|  |                                      |  |                                                             | порядок Бобовоцветные                                       |                   |  |                                           |                                           | подсемейство Мотыльковые |  |  |  |                            | род Астрагал       |  |  |  |  |                      |                      |
|  | отдел Цветковые, или Покрытосеменные |  |                                                             |                                                             | семейство Бобовые |  |                                           |                                           | триба Galegeae           |  |  |  | вид Астрагал сладколистный |                    |  |  |  |  |                      |                      |
|  | отдел Цветковые, или Покрытосеменные |  |                                                             |                                                             |                   |  |                                           |                                           |                          |  |  |  |                            |                    |  |  |  |  |                      |                      |
|  |                                      |  | ещё 44 порядка цветковых растений (согласно Системе APG II) | ещё 44 порядка цветковых растений (согласно Системе APG II) |                   |  |                                           | ещё 2 подсемейства                        | ещё 2 подсемейства       |  |  |  | ещё около 22 родов         | ещё около 22 родов |  |  |  |  |                      |                      |
|  |                                      |  |                                                             | ещё 44 порядка цветковых растений (согласно Системе APG II) |                   |  |                                           |                                           | ещё 2 подсемейства       |  |  |  |                            | ещё около 22 родов |  |  |  |  |                      |                      |

### Синонимы
По данным The Plant List на 2010 год, в синонимику вида входят:
- Astragalus glyciphyllos L.
- Astragalus glycophyllos L.
- Astragalus glyciphyllos var. rotundifolius (J.Presl & C.Presl) Celak.
- Hamosa glyciphyllos (L.) Med.
- Hedyphylla glycyphylla (L.) Rydb.
- Hedyphylla vulgaris Steven